# マルーシャ・ボフスラーウカ
マルーシャ・ボフスラーウカ（ウクライナ語：Маруся Богуславка）は、近世ウクライナの女性。ウクライナ・コサックの譚歌『マルーシャ・ボフスラーウカ』に登場する主人公である。外国で困っているウクライナ人を助けてくれたことで、母国と同胞を愛し続けるウクライナの女性の象徴となった。近代ウクライナのバレエや多数の小説などの主人公でもある。

## 概要
マルーシャ・ボフスラーウカの名前はマリアで、名字は不明。「ボフスラーウカ」はボフスラーウ町出身を意味している。譚歌によれば、正教司祭の娘であったという。17世紀前半に生きていた人物とされる。
マルーシャは、イスラム教徒のタタール人が奴隷狩りのためにウクライナに侵入した時に捕らえられ、クリミア・ハン国へ連れて行かれ、奴隷としてオスマン帝国へ売られた。そこでオスマンのパシャの妻となり、彼の要塞の鍵を預けることとなった。要塞では大きな牢屋があり、その牢屋の中で30年間にわたって700人のコサックたちが捕虜として苦しんでいた。マルーシャは、夫の留守を伺い、復活祭の前に捕虜を解放してキリスト教の国々へ逃がした。マルーシャ自身がオスマン帝国の習慣に染まってしまったので、母国へ帰るよりは異国にとどまることを選び、コサックたちに父が賠償金を探さないようにと、宜しく伝えるように頼んだ。
ボフスラーウではマルーシャ・ボフスラーウカを記念するために銅像が立てられている。